# 拉脫維亞國家劇院

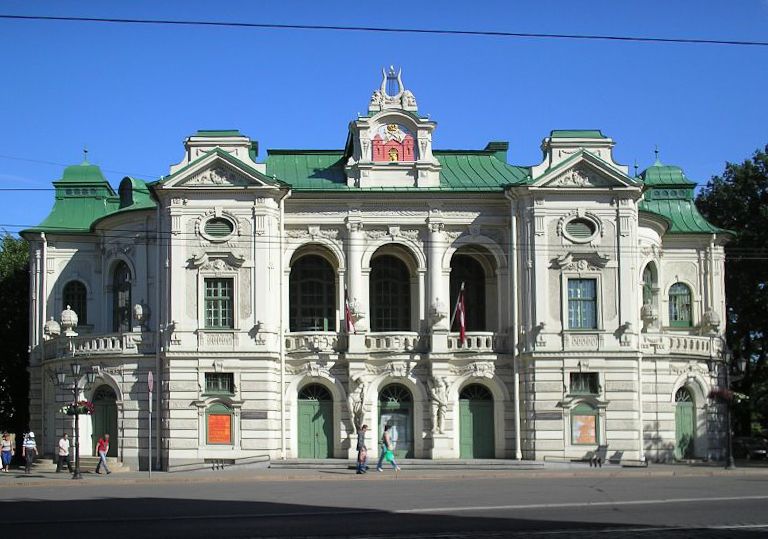
拉脫維亞國家劇院

拉脫維亞國家劇院是拉脫維亞首都里加的一座劇院。

## 历史
劇院建築修建於1899年至1902年，設計者是建築家August Reinberg。拉脫維亞國家劇院是里加第二座俄羅斯劇院。

## 外部連結
- 维基共享资源上的相關多媒體資源：拉脫維亞國家劇院
- Official website （页面存档备份，存于） （拉脱维亚文）

56°57′13″N 24°06′18″E / 56.95361°N 24.10500°E